# Johann Friedrich Pfaff
Johann Friedrich Pfaff (vagy Friederich) (Stuttgart, 1765. december 22. - Halle an der Saale, 1825. április 21.) német matematikus, Németország egyik legkiválóbb matematikusa volt a 19. században.

## Életpályája
Pfaff Abraham Kaestner tanítványa volt, és a német matematika egyik előfutára, mely jelentősen meghatározta Gauss és későbbi követőinek útját a matematika 19. századi fejlődése során. Jól ismerte Gausst, mindketten Helmstedtben éltek 1798-ban. August Ferdinand Möbius is a tanítványa volt később.

## Munkássága
Az integrálszámítást tanulmányozta, és egyrészt a parciális differenciálegyenletek terén végzett munkája miatt vált nevezetessé, bebizonyította, hogy a róla elnevezett kifejezéseknek (Pfaff-féle differenciálegyenlet) kétváltozós esetben mindig van integrál-osztója, másrészt mint Carl Friedrich Gauss hivatalos kutatási felügyelője.
1793-ban a szentpétervári Orosz Tudományos Akadémia levelező, 1798-ban tiszteletbeli tagja lett.

## Emlékezete
- Askold Georgevich Khovanski az 1970-es években a függvények egy fajtáját Pfaff tiszteletére Pfaff-féle függvényeknek nevezte el.[12]
- Minden antiszimmetrikus mátrix determinánsa felírható a mátrixelemek egy polinomjának négyzeteként. Ezt a polinomfüggvényt Arthur Cayley nevezte el Pfaffról Pfaff-determinánsnak(wd).

## Fordítás
Ez a szócikk részben vagy egészben  a   Johann Friedrich Pfaff című angol Wikipédia-szócikk fordításán alapul.  Az eredeti cikk szerkesztőit annak laptörténete sorolja fel. Ez a jelzés csupán a megfogalmazás eredetét és a szerzői jogokat jelzi, nem szolgál a cikkben szereplő információk forrásmegjelöléseként.

## Külső hivatkozások
- Életrajz (University of St Andrews)
- Mathematics Genealogy Project